# ليلى أبو العلا
ليلى فؤاد أبو العلا ولدت عام(1964) كاتبة ومؤلفة روائية وكاتبة مسرحيات، سودانية وكاتبةقصص خيالية ، ولدت في القاهرة، ونشأت في مدينة الخرطوم حيث التحقت بمدرسة الخرطوم الأمريكية وكانت ابنة لأول عالمة ديمغرافيا في السودان.

## حياتها
تخرجت من جامعة الخرطوم في سنة 1985 في تخصص الاقتصاد وتم منحها درجة الماجستير في الإحصاء من معهد لندن للاقتصاد. عاشت لفترة في اسكتلندا حيث قامت بكتابة معظم أعمالها هناك. حالياً تدرس وتعيش في الدوحة.

### تفاصيل تعليمها وحياتها الشخصية

#### تفاصيل تعليمها
لقد انتقلت في سن السادسة من عمرها إلى الخرطوم ،حيث عاشت هناك بشكل مستمر حتى عام 1987.ينحدر والد أبو العلا من عائلة سودانية مرموقة، حيث كان ابن عمها الشاعر حسن عوض أبو العلا الذي درس في كلية فيكتوريا في مصر وكلية ترنتي في دبلن . كانت والدتها أستاذة إحصاء في جامعة الخرطوموأول عالمة ديموغرافيا في السودان.تميزت نشأتها متعددة الثقافات بإجازاتها الصيفية في القاهرة حيث تمكنت من تكوين صلة مع عائلة والدتها واستيعاب الثقافة المصرية من خلال الطعام ووسائل الإعلام الشعبية والأفلام.التحقت في طفولتها بمدرسة الخرطوم الأمريكية ومدرسة الراهبات وهي مدرسة ثانوية كاثوليكية خاصة. ووصفت تعليمها في المدرسة الأمريكية بأنه كان ”قليلًا جدًا من التلاميذ السودانيين ولا يوجد معلمين سودانيين“. نشأت أبو العلا وهي تتحدث اللغتين الإنجليزية والعربية؛ إلا أنها تتذكر أنها كانت ضحية للتنمر في المدرسة بسبب استخدامها للغة العربية المصرية العامية التي تعلمتها من والدتها.التحقت أبو العلا في وقت لاحق بجامعة الخرطوم،وتخرجت منها في عام 1985 بشهادة في الاقتصاد.وفي عام 1991حصلت أبو العلا على درجة الماجستير في العلوم ودرجة الماجستير في الفلسفة في الإحصاء من كلية لندن للاقتصاد.وكان عنوان أطروحتها هو نماذج المخزون والتدفق للنظام التعليمي السوداني.

### تفاصيل حياتها الشخصية
تعيش أبو العلا مع زوجها نادر محجوب ، وهو مهندس بترول، نصفه سوداني ونصفه الآخر بريطاني،وهو الشقيق الأصغر للروائي جمال محجوب ،كماأنه تعدّ والدته الإنجليزية الراحلة جوديث محجوب  من بين المؤثرين في كتاباتها.ولهما ثلاثة أطفال.في عام 1990 انتقلت أبو العلا إلى أبردين مع زوجها وأطفالها، وهي خطوة تشير إليها باعتبارها مصدر إلهام لروايتها الأولى ”المترجم“.بدأت أبو العلا الكتابة في عام 1992 أثناء عملها كمحاضرة في كلية أبردين ثم كمساعدة باحث في جامعة أبردين .وفي عام 2006 عادت أبو العلا إلى الخرطوم في لرعاية والدها المريض الذي توفي في عام 2008.وبين عامي 2000 و2012، عاشت أبو العلا في جاكرتا و دبي وأبو ظبي.

## جوائز
- حصلت ليلى أبو العلا على جائزة كين العالمية للأدب الإفريقي عن قصتها المتحف (بالإنجليزية The Museum) التي تضمنتها مجموعتها القصصية «أضواء ملونة» بـ لندن [9]، ورُشحت أعمالها الأخرى لجوائز رفيعة.
- روايتها -المترجمة- وضعت في قائمة 100 كتب البارزة في تصنيف نيويورك تايمز.
- تم تحديد روايتها -المئذنة- و -المدرجة- و-كلمات حارة- لجائزة أورانج للرواية الطويلة والروايتان -المئذنة- و -المدرجة- لجائزة إيمباك دبلن.
- عرضت روايتها -Lyrics Alley- ، من خلال يدنفلد ونيكلسون في عام 2010 .
- روايتها -Lyrics Alley- هو الفائز خيالي من الجوائز كتاب الإسكتلندي فالرواية [10] قصة مستوحاة من السودان عام 1950 إبان الإستعمار البريطاني للسودان وهي قصة تحكي عن حياة عمها الشاعر السوداني عوض أبو العلا تستحضر بشكل واضح أزقة السودان ومصر وبريطانيا، هذه الرواية أيضاً مؤثر وبدقة يتتبع مسارات الخفية للعقل والقلب بكل ما فيه من الغضب والخجل والكراهية والحب.
- القائمة النهائية لـ جائزة الكومنلوث للقصة القصيرة الاقليمي.
- رواية «المتحف» في قائمة المرشحين ل جائزة القلم للرواية "PEN" ماكميلان - فضة.
- لها فيلم قصير عن مدرستها في مدينة الخرطوم.

## رأي النقاد البريطانيين
يرى بعض النقاد البريطانيين أن ليلى أبو العلا استطاعت أن تقدم صورة مختلفة عن المرأة المسلمة من خلال بطلاتها، فالمرأة عندها تجد ملاذها وقوتها في الدين وليس بالهروب منه، كما هو سائد في الأعمال الأدبية الحديثة، إنها قوية تصنع ذاتها بذاتها وليس كما يشكّلها الآخرون.

## ترجمة أعمالها وإذاعتها
تُرجمت روايات ليلى من اللغة الإنجليزية إلى اثنتي عشرة لغة منها العربية علي غرانتا واشنطن بوست ومجلة فصلية ولاية فرجينيا.
قصتها الفائزة «المتحف» تبث علي راديو بي بي سي 4، وبث أيضا راديو بي بي سي عملها على نطاق واسع وتبث عددا من المسرحيات لها بما في ذلك -حياة الصوفي- و -الدراما التاريخية أسد الشيشان- ، كان تسلسل الراديو خمسة أجزاء مترجمة على القائمة القصيرة ل (سباق في جائزة الإعلام) RIMA ، ونشرت مجموعة ليلى من القصص القصيرة -أضواء ملونة]- . أُستعراض روايتها -كلمات حارة- في مجلة الإيكونوميست وفي صحيفة بوسطن غلوب وفي صحيفة نيويورك تايمز.

## مؤلفات وروايات
أغلب مؤلفاتها باللغة الإنكليزية منها:
- حياة صوفي (مسرحية)
- الدراما التاريخية أسد الشيشان.
- المترجِمة 1999 .
- أضواء ملونة 2001
- المئذنة 2005[12]
- زقاق الأغاني أو حارة الأغاني 2011
- المتحف 2013

قصص قصيرة:
- طبيب على سطح النيل[13]
- النعامة
- الأيام دوارة
- روح النهر[14][15]

### أسماء بعضها بـالإنجليزية
- The Translator 1999
- Coloured Lights 2001
- Minaret 2005
- Lyrics Alley 2011
- [16] The Museum 2013

short stories:
- [13] Doctor on the Nile
- The ostrich
- Days rotate

## وصلات خارجية
- فلم قصير عن مدرسة ليلي في الخرطوم